# Everett Cherrington Hughes
Everett Cherrington Hughes (* 30. November 1897 in Beaver, Ohio, USA; † 4. Januar 1983 in Cambridge, Massachusetts, USA) war ein US-amerikanischer Soziologe. Hughes war seit 1927 mit der Soziologin Helen MacGill Hughes verheiratet, mit der er zwei Töchter hatte.

## Werdegang
Das Ehepaar Hughes ist eines der besten Beispiele für die Förderung von jungen Soziologen durch Robert E. Park. Beide waren in den 1920er Jahren Studenten an der University of Chicago und Zeitgenossen der bekannten Vertreter der Chicagoer Schule der Soziologie Louis Wirth und Herbert Blumer. Beide promovierten bei Park, jedoch wurde Helen Hughes gemäß den damals herrschenden Geschlechterrollen in eine wissenschaftliche Hilfsstellung verbannt. Sie unterstützte ihren Ehemann bei der Forschung und dem Verfassen von wissenschaftlichen Artikeln und war 17 Jahre lang die unterbezahlte Herausgeberin des anerkannten American Journal of Sociology.
Hughes selbst gilt als Vertreter der Chicagoer Schule und wurde durch seine Untersuchung des Einflusses der Rassenzugehörigkeit auf den Arbeitsplatz bekannt. Von 1938 bis 1961 war er Professor für Soziologie an der University of Chicago in Chicago (Illinois, USA), von 1961 bis 1968 an der Brandeis University in Waltham, Massachusetts und seit 1968 am Boston College in Boston, Massachusetts.

## Berufliches
1963 wurde er zum 53. Präsidenten der American Sociological Association gewählt, 1964 zum Mitglied der American Academy of Arts and Sciences.

## Persönliches
Er starb im Mount Auburn Hospital an der Alzheimer-Krankheit.

## Schriften (Auswahl)
- French Canada in transition, Chicago: The University of Chicago Press, 1943
- Where peoples meet. Racial and ethnic frontiers, Glencoe: Free Press, 1952 (mit Helen MacGill Hughes)
- Men and their work, Glencoe: Free Press, 1958
- The Chicago real estate board. The growth of an institution, New York: Arno Press, 1979.

| Personendaten    | Personendaten                 |
| ---------------- | ----------------------------- |
| NAME             | Hughes, Everett Cherrington   |
| KURZBESCHREIBUNG | US-amerikanischer Soziologe   |
| GEBURTSDATUM     | 30. November 1897             |
| GEBURTSORT       | Beaver, Ohio, USA             |
| STERBEDATUM      | 4. Januar 1983                |
| STERBEORT        | Cambridge, Massachusetts, USA |